# Mihrimah Sultan (dcera Ziyaeddina)
Mihrimah Sultan (11. listopadu 1922 Istanbul – 30. března 2000 Ammán) byla osmanská princezna, dcera Şehzade Mehmed Ziyaeddina a vnučka sultána Mehmeda V.

## Mládí
Mihrimah Sultan se narodila 11. listopadu 1922 ve vile svého otce pouhých 10 dní po rozpadu Osmanské říše. Jejím otcem byl následník trůnu Şehzade Mehmed Ziyaeddin a matkou konkubína Neşemend Hanım. Byla osmým dítětem a nejmladší dcerou svého otce a jediným dítětem své matky. Byla první princeznou, která se narodila po rozpadu říše. Byla vnučkou sultána Mehmeda V.
Měla zelené oči. Žila ve druhém patře otcovy vily spolu se svou matkou, kam se nastěhovaly poté, co se s jejím otcem rozvedla jedna z jeho manželek, Melekseryan Hanım. Dne 29. října 1923 byla oficiálně založena Turecká republika a 3. března 1924 byli všichni členové dynastie posláni do nuceného exilu. Spolu se svou rodinou tak odešla Mihrimah do Alexandrie v Egyptě.
Mihrimah přišla o svou matku v roce 1934, kdy jí bylo pouhých 12 let a o otce o tři roky později.

## Manželství
V roce 1940 během druhé světové války se Mihrimah provdala za jordánského prince Nayef bin Abdullaha, syna šáha Abdullaha I. Manželství bylo uzavřeno 30. září ve vile její starší sestry Lütfiye Sultan.
Pár se přestěhoval do Ammánu a 10. srpna 1941 porodila Mihrimah syna, prince Ali bin Nayefa, následně prince Abu Bakra bin Nayefa.
Když byl jordánský král Abdullah I. zavražděn v Jeruzalémě, jeho nejstarší syn Talal I. se stal novým králem a z manžela Mihrimah se stal následník trůnu. Nicméně Talal byl kvůli svému mentálnímu zdraví sesazen a poslán do Istanbulu, kde strávil zbytek svého života. Princ Nayef se tak stal jediným dědicem trůnu, ale nástup k moci odmítl se slovy, že se o politiku nezajímá. Novým králem se tak stal Husejn I., bratr Talala. Mihrimah spolu s manželem nadále pobývali v Ammánu jako nejstarší členové dynastie.
Po sňatku byla titulována jako princezna Mihrimah Naif (arabsky: أميرة مهرماه نايف). Po smrti jejího manžela v roce 1983 žila v USA a Spojeném království, poté se vrátila zpět do Jordánska.

## Smrt
Mihrimah Sultan zemřela 30. března 2000 ve věku 77 let v Ammánu. Příčinou její smrti byla rakovina krve. Její pohřeb byl zorganizován příbuznými, kteří v tu dobu žili v Istanbulu, včetně Neslişah Sultan a Safvet Neslişah Sultan. Byla pohřbena 2. dubna 2000 na Eyüpském hřbitově v mauzoleu svého dědy Mehmeda V. v Istanbulu.